# Doris Funcke
Doris Cecilia Funcke, född 16 januari 1942 i Uppsala, död 14 juni 2020 i Styrsö distrikt, Göteborgs kommun, var svensk skådespelare och målare. Hon blev folkkär bland annat för en roll i TV-serien Svenska hjärtan.

## Karriär inom teatern
Efter att ha spelat barnteater och amatörteater vid Arbetarnas bildningsförbunds i Uppsala engagerades hon 1964 av studentteatern i samma stad. Där prisades hon för sin insats som Mor Ubu i Alfred Jarrys Kung Ubu som gavs på Uppsala Kammarteater. Trots att hon saknade formell utbildning kom Funcke senare samma år till Borås Stadsteater, som sufflös, men även som skådespelerska. Hon debuterade på teatern som Nelly i John Millington Synges irländska drama Hjälten på den gröna ön och var därefter fast engagerad t.o.m. 1990. Hon spelade i närmare hundra uppsättningar och gjorde bland andra Lilian i Lejonet och jungfrun, Ellida i Henrik Ibsens Frun från havet, Stephanie Abrahams i Duett för en, Blanche du Bois i Tennessee Williams drama Linje lusta, Jessie i Go'natt mamma och Eva i Egon Wolffs Pappersblommor. Efter åren i Borås frilansade hon och engagerades bland annat vid Uppsala Stadsteater och Älvsborgsteatern.
Hon gjorde ett flertal roller för radioteatern och för tv och filmdebuterade 1964 som servitris i Ingmar Bergmans För att inte tala om alla dessa kvinnor. Funckes mest  uppmärksammade roll är förmodligen Kristina i Carin Mannheimers populära TV-serie Svenska hjärtan, som handlade om livet för människorna i ett radhusområde utanför Göteborg. Hon spelade rollen från seriens start 1987 och fram till det sista avsnittet som sändes 1998.

## Konstnärlig bana
Funcke delade sedan tonåren teaterintresset med ett bildintresse och 1973 hittade hon sitt uttryck i textila applikationer, vilket ledde fram till den första separatutställningen 1974. Efter en större separatutställning på Swedish American Museum i Chicago 1989 ville hon söka sig fram nya vägar och åren 1991 - 1994 tillägnade hon sig olika måleritekniker på Gerlesborgsskolan i Bohuslän med Georg Suttner och Hardy Strid som lärare. Det blev totalt ett 25-tal separatutställningar, den sista i Borås på Galleri Jeanette Ölund 2012. Funcke målade företrädesvis i akrylfärg på duk, papper och kartong.
Hon arbetade även med ett större konstnärligt projekt, "Människovärde, en anhörigs erfarenheter", driven av medkänsla för dementas situation. Projektet har visats på flera ställen i Sverige och i Norge.

## Familj
Doris Funcke var dotter till Fritz Funcke och May, född Petersson. År 1975 gifte hon sig med teaterchefen Hans Råstam (1923–2007). Åretruntboende på Brännö 1979–2012, från 2013 fram till sin död sammanboende med Sven Mellquist och bosatt på Donsö i Göteborgs södra skärgård.
Doris Funcke avled i sviterna av lungcancer. Hon är gravsatt i minneslunden på Brännö kyrkogård.

## Stipendier

### Skådespeleri
- 1968 Anders Sandrews stipendium.
- 1970 Borås stads kulturstipendium.
- 1973 Svenska byggnadsarbetareförbundets kulturstipendium.
- 1990 Gunnar Sjöbergs stipendiefond.

### Bildkonst
- 1990 och 1991  Theodor och Hanna Mannheimers fond.
- 2001 Hylte kommuns ettåriga atelje-stipendium i konstnärsbyn i Rydöbruk.
- 2005 Göteborgs kommuns Grez-sur-Loing- stipendium.
- 2008 Wilhelm och Martina Lundgrens fond.

## Filmografi
- 1964 – För att inte tala om alla dessa kvinnor
- 1969 – SOS (TV)[förtydliga]
- 1970 – Offside (TV)
- 1971 – Fredens land (TV)
- 1972 – Rävspel (TV)
- 1973 – Offret (TV)
- 1973 – Jourhavande (TV)
- 1975 – Bensin och bomber (TV)
- 1980 – På banken (TV)
- 1985 – Prinsessan av Babylonien (TV)
- 1986 – Fläskfarmen (TV)
- 1987 – Svenska hjärtan TV
- 1987 – Sparvöga TV
- 1988 – Polisen som vägrade ta semester (TV)
- 1989 – Galgmannen (TV)
- 1993 – Polisen och domarmordet (TV)
- 1994 – År av drömmar (TV-serie)
- 1996 – Polisen och pyromanen (TV)
- 2003 – Solisterna (TV)
- 2003 – Solbacken: Avd. E (TV)
- 2004 – Saltön (TV)
- 2007 – Saltön (TV-serie)
- 2009 – Johan Falk - Gruppen för särskilda insatser
- 2012 – Fuck Up

## Teater

### Roller
| År   | Roll | Produktion                         | Regi          | Teater            |
| ---- | ---- | ---------------------------------- | ------------- | ----------------- |
| 1975 |      | Modern (Die Mutter) Bertolt Brecht | Ove Tjernberg | Borås stadsteater |